# Serguéi Kosorótov
Serguéi Alexándrovich Kosorótov (en ruso: Сергей Александрович Косоротов; Kúibyshev, 15 de abril de 1969) es un deportista ruso que compitió para la URSS en judo. Ganó tres medallas en el Campeonato Mundial de Judo entre los años 1991 y 1995, y seis medallas en el Campeonato Europeo de Judo entre los años 1989 y 1996.

## Palmarés internacional
| Representando a la URSS |                          |                   |           |
| Campeonato Mundial      |                          |                   |           |
| Año                     | Lugar                    | Medalla           | Categoría |
| 1991                    | Barcelona (España)       | Medalla de oro    | +95 kg    |
| Campeonato Europeo      |                          |                   |           |
| Año                     | Lugar                    | Medalla           | Categoría |
| 1989                    | Helsinki (Finlandia)     | Medalla de bronce | Abierta   |
| 1990                    | Fráncfort (RFA)          | Medalla de oro    | +95 kg    |
| 1991                    | Praga (Checoslovaquia)   | Medalla de plata  | +95 kg    |
| Representando a la CEI  |                          |                   |           |
| Campeonato Europeo      |                          |                   |           |
| Año                     | Lugar                    | Medalla           | Categoría |
| 1992                    | París (Francia)          | Medalla de plata  | +95 kg    |
| Representando a Rusia   |                          |                   |           |
| Campeonato Mundial      |                          |                   |           |
| Año                     | Lugar                    | Medalla           | Categoría |
| 1993                    | Hamilton (Canadá)        | Medalla de bronce | +95 kg    |
| 1995                    | Chiba (Japón)            | Medalla de plata  | Abierta   |
| Campeonato Europeo      |                          |                   |           |
| Año                     | Lugar                    | Medalla           | Categoría |
| 1995                    | Birmingham (Reino Unido) | Medalla de oro    | +95 kg    |
| 1996                    | La Haya (Países Bajos)   | Medalla de plata  | +95 kg    |